# Hanovo, Iambol
Hanovo (în bulgară Ханово) este un sat în comuna Tundja, regiunea Iambol,  Bulgaria. 

## Demografie
Componența etnică a satului Hanovo
     Romi (2,16%)
     Bulgari (96,9%)
     Nicio identificare (0,92%)
     Altele (0%)
La recensământul din 2011, populația satului Hanovo era de 647 locuitori. Din punct de vedere etnic, majoritatea locuitorilor (96,9%) erau bulgari, cu o minoritate de romi (2,16%). Pentru 0,92% din locuitori nu este cunoscută apartenența etnică.